# Englische Cricket-Nationalmannschaft in Südafrika in der Saison 1922/23
Die Tour der englischen Cricket-Nationalmannschaft nach Südafrika in der Saison 1922/23 fand vom 23. Dezember 1922 bis zum 22. Februar 1923 statt. Die internationale Cricket-Tour war Bestandteil der Internationalen Cricket-Saison 1922/23 und umfasste fünf Tests. England gewann die Serie 2–1.

## Vorgeschichte
Für beide Mannschaften war es die erste Tour der Saison.
Das letzte Aufeinandertreffen der beiden Mannschaften bei einer Tour fand in der Saison 1913/14 in Südafrika statt.

## Stadien
Die folgenden Stadien wurden für die Tour als Austragungsort vorgesehen:
| Stadion                    | Stadt        | Kapazität | Spiele       |
| -------------------------- | ------------ | --------- | ------------ |
| Sahara Stadium Kingsmead   | Durban       | 25.000    | 3. & 5. Test |
| Old Wanderers No. 1 Ground | Johannesburg |           | 1. & 4. Test |
| Newlands Cricket Ground    | Kapstadt     | 25.000    | 2. Test      |

## Kaderlisten
Die Mannschaften benannten die folgenden Kader:
| Test | Test |
| Südafrika | England |
| --- | --- |
| - Herbie Taylor (K) - Jimmy Blanckenberg - William Brann - Izak Buys - Bob Catterall - Conky Conyngham - Cyril Francois - Alf Hall - George Hearne - William Ling - Doug Meintjes - Dave Nourse - Buster Nupen - Tip Snooke - Doodles Tapscott - Tommy Ward (wk) | - Frank Mann (K) - George Brown (wk) - Arthur Carr - Percy Fender - Arthur Gilligan - Vallance Jupp - Alex Kennedy - George Macaulay - Phil Mead - Jack Russell - Andy Sandham - Greville Stevens - George Street (wk) - Frank Woolley |

## Tests

### Erster Test in Johannesburg
| 23. – 28. Dezember Scorecard | Johannesburg | Südafrika 148 (55.4) & 420 (124.3) | – | England 182 (56.5) & 218 (100) |
|                              |              | Südafrika gewinnt mit 168 Runs     |   |                                |

Südafrika gewann den Münzwurf und entschied sich als Schlagmannschaft zu beginnen. Für sie bildeten die Eröffnungs-Batter Bob Catterall und George Hearne eine Partnerschaft. Hearne erzielte 28 Runs und der ihm folgende Herbie Taylor 21 Runs. Nachdem Dave Nourse ins Spiel gefolgt war, schied Taylor nach 21 Runs aus. Als Cyril Francois aufs Feld kam, verlor Nourse sein Wicket nach 14 Runs. Ihm folgte Tommy Ward und als Francois 19 Runs erreichte, endete kurz darauf das Innings. Ward hatte bis dahin 13 Runs erzielt. Beste englische Bowler waren Alex Kennedy mit 4 Wickets für 37 Runs und Vallance Jupp mit 4 Wickets für 59 Runs. Für England formte Eröffnungs-Batter Andy Sandham mit dem dritten Schlagmann Frank Woolley eine Partnerschaft. Sandham konnte 26 Runs erzielen und wurde gefolgt durch Arthur Carr. Woolley schied ebenfalls nach 26 Runs aus und nachdem Greville Stevens ins Spiel gekommen war, verlor auch Carr sein Wicket nach 27 Runs. Daraufhin kam George Brown ins Spiel. Stevens gelangen 11 Runs und als Alex Kennedy aufs Feld kam, endete der Tag beim Stand von 132/8. Nach zwei Ruhetagen schied Brown nach 22 Runs aus. Der hineinkommende Arthur Gilligan verlor das letzte Wicket des Innings nach 18 Runs als Kennedy bei 41* Runs stand und erhöhte so den Vorsprung auf 38 Runs. Beste südafrikanische Bowler waren Jimmy Blanckenberg mit 6 Wickets für 76 Runs und Cyril Francois mit 3 Wickets für 23 Runs. Im zweiten Innings begannen für Südafrika Bob Catterall und George Hearne. Catterall konnte 17 Runs erreichen, woraufhin er von Herbie Taylor gefolgt wurde. Hearne erreichte 27 Runs, Dave Nourse 20 und William Ling 38 Runs. Als William Brann ins Spiel kam, endete der tag beim Stand von 270/4. Am dritten Spieltag schied Brann nach einem Fifty über 50 Runs aus und Tommy Ward erreichte 10 Runs. Als Jimmy Blanckenberg aufs Feld kam, verlor Taylor sein Wicket nach einem Century über 176 Runs. Daraufhin kam Buster Nupen ins Spiel und nachdem Blanckenberg 30 Runs erzielte, verlor Nupen das letzte Wicket des Innings nach 23 Runs und erhöhte so die Vorgabe auf 387 Runs. Beste englische Bowler waren Alex Kennedy mit 4 Wickets für 132 Runs, Arthur Gilligan mit 3 Wickets für 69 Runs und Vallace Jupp mit 3 Wickets für 87 Runs. Für England bildeten die Eröffnungs-Batter Andy Sandham und Phil Mead eine Partnerschaft. Sandham gelangen 25 Runs und wurde durch Arthur Carr gefolgt. Mead schied nach 49 Runs aus und wurde durch Frank Woolley ersetzt. Nachdem Carr nach 27 Runs ausgeschieden war, kam Frank Mann ins Spiel und der Tag endete beim Stand von 123/4. Am vierten Spieltag gelangen Woolley 15 Runs und an der Seite von Mann erzielte Vallance Jupp 33 Runs. Als das letzte Wicket fiel, hatte Mann 28* Runs erreicht, was nicht ausreichte um die Vorgabe einzuholen. Beste südafrikanische Bowler waren Buster Nupen mit 5 Wickets für 53 Runs und Jimmy Blanckenberg mit 3 Wickets für 59 Runs.

### Zweiter Test in Kapstadt
| 1. – 4. Januar Scorecard | Kapstadt | Südafrika 113 (56) & 242 (114.2) | – | England 183 (68.1) & 173-9 (88.3) |
|                          |          | England gewinnt mit 1 Wicket     |   |                                   |

Südafrika gewann den Münzwurf und entschied sich als Schlagmannschaft zu beginnen. Für sie erzielte Eröffnungs-Batter Bob Catterall 10 Runs. Daraufhin folgte die Partnerschaft zwischen Dave Nourse und William Ling. Nourse erreichte 16 Runs und Ling 13 Runs, bevor Cyril Francois ins Spiel kam und nach 28 Runs das letzte Wicket des Innings verlor. Bester englischer Bowler war Percy Fender mit 4 Wickets für 29 Runs. Für England begannen Jack Russell und Andy Sandham. Sandham gelangen 19 Runs, woraufhin Phil Mead ins Spiel kam. Russell schied nach 39 Runs aus und als der folgende Arthur Carr nach 42 Runs sein Wicket verlor, endete der tag beim Stand von 128/4. Am zweiten Tag schied Mead nach 21 Runs aus und Vallance Jupp erreichte 12 Runs. Die letzte Partnerschaft formten George Brown und George Macaulay. Macaulay verlor sein Wicket nach 19 Runs als Brown bei 10* Runs stand, die damit den Vorsprung auf 70 Runs erhöhten. Beste südafrikanische Bowler waren Jimmy Blanckenberg mit 5 Wickets für 61 Runs und Alf Hall mit 4 Wickets für 49 Runs. Für Südafrika bildeten in ihrem zweiten Innings Eröffnungs-Batter Bob Catterall und der dritte Schlagmann George Hearne eine Partnerschaft. Sie beendeten den tag beim Stand von 134/1. Am dritten Tag erreichte Catterall ein Fifty über 76 Runs, woraufhin Dave Nourse ins Spiel kam. Taylor gelang ein Fifty über 76 Runs und als Cyril Francois aufs Feld kam, schied Nourse nach 19 Runs aus. Francois erzielte 19 Runs und Tommy Ward erreichte bis zum Ende des Innings 15* Runs, womit der die Vorgabe für England auf 173 Runs erhöhte. Beste englische Bowler waren George Macaulay mit 5 Wickets für 64 Runs und Alex Kennedy mit 4 Wickets für 58 Runs. Für England formte Eröffnungs-Batter Andy Sandham zusammen mit Phil Mead eine Partnerschaft. Sandham erreichte 17 Run und nachdem Frank Mann aufs Feld gekommen war, schied auch Mead nach 31 Runs aus und der Tag endete beim Stand von 86/6. Am vierten Tag kam Vallace Jupp ins Spiel, der 38 Runs erzielte. Er wurde durch Alex Kennedy ersetzt und Mann schied nach 45 Runs aus. Kennedy konnte daraufhin die Vorgabe nach 11* Runs einholen, wobei noch ein Wicket erhalten blieb. Bester südafrikanischer Bowler war Alf hall mit 7 Wickets für 63 Runs.

### Dritter Test in Durban
| 18. – 22. Januar Scorecard | Durban | England 428 (185.5) & 11-1 (4) | – | Südafrika 368 (134.4) |
|                            |        | Remis                          |   |                       |

England gewann den Münzwurf und entschied sich als Schlagmannschaft zu beginnen. Für sie bildete Eröffnungs-Batter Jack Russell zusammen mit dem vierten Schlagmann Phil Mead eine Partnerschaft. Russell schied nach 34 Runs aus, woraufhin Percy Fender ein Fifty über 60 Runs erreichte und Frank Mann ins Spiel kam. Mead beendete zusammen mit Mann den Tag beim Stand von 256/5. Am zweiten Tag schied Mann nach einem Fifty über 84 Runs aus und wurde gefolgt durch Vallance Jupp. Mead erreichte ein Century über 181 Runs und Jupp 16 Runs, woraufhin das Innings nach 428 Runs endete. Beste südafrikanische Bowler waren Alf Hall mit 4 Wickets für 105 Runs und Jimmy Blanckenburg mit 3 Wickets für 122 Runs. Für Südafrika begannen Bob Catteral und Herby Taylor und beendeten den Tag beim Stand von 70/0. Am dritten Tag war auf Grund von Regenfällen kein Spiel möglich. Nach einem weiteren Ruhetag schied am vierten Spieltag Catterall nach einem Fifty über 52 Runs aus und Dave Nourse kam aufs Feld. Taylor konnte ebenfalls ein Fifty über 91 Runs erreichen und als William Brann aufs Feld kam, schied auch Nourse nach 52 Runs aus. Dieser wurde durch Cyril Francois ersetzt und Brann gelangen 16 Runs. Für ihn kam Tommy Ward ins Spiel, der 26 Runs erreichte. Nachdem Francois nach einem Fifty über 72 Runs ausgeschieden war, endete kurz darauf das Innings mit einem Rückstand von 60 Runs für Südafrika. Bester englischer Bowler war Alex Kennedy mit 5 Wickets für 88 Runs. Für England konnte bis zum Ende des Tages George Street 7* Runs erzielen, womit das Spiel im Remis endete. Das südafrikanische Wickets erzielte Alf Hall.

### Vierter Test in Johannesburg
| 9. – 13. Februar Scorecard | Johannesburg | England 244 (103.4) & 376-6d (134) | – | Südafrika 295 (92) & 247-4 (79) |
|                            |              | Remis                              |   |                                 |

England gewann den Münzwurf und entschied sich als Schlagmannschaft zu beginnen. Sie verloren früh die Eröffnungs-Batter, bevor Frank Woolley und Arthur Carr eine Partnerschaft formten. Woolley erreichte 15 Runs und der ihm folgende Phil Mead 38 Runs. Daraufhin kam Percy Fender aufs Feld und Carr verlor sein Wicket nach einem Fifty über 63 Runs. Ihm folgte Frank Mann und als Fender nach 44 Runs ausschied, konnte der hineinkommende Alex Kennedy 16 Runs erzielen. Mann verlor sein Wicket nach 34 Runs und kurz darauf fiel das letzte Wicket des Innings nach 244 Runs. Bester südafrikanischer Bowler war Alf Hall mit 6 Wickets für 82 Runs. Für Südafrika etablierte sich Eröffnungs-Batter Tommy Ward und der Tag endete beim Stand von 8/0. Am zweiten Tag kam Bob Catterall aufs Feld, dem 31 Runs gelangen. Nachdem Herbie Taylor 11 Runs erzielt hatte, folgte ihm Dave Nourse und Ward schied nach einem Fifty über 64 Runs aus. Daraufhin kam Cyril Francois ins Spiel und auch Nourse konnte ein Fifty über 51 Runs erreichen. Francois formte in der Folge eine Partnerschaft mit Doodles Tapscott, bevor er nach 41 Runs sein Wicket verlor. An der Seite von Tapscott erzielte Buster Nupen 12 Runs. Tapscott beendete dann das Innings umgeschlagen mit einem Fifty über 50* Runs und erhöhte so den Vorsprung auf 51 Runs. Beste englische Bowler waren Vallance Jupp mit 3 Wickets für 36 Runs und Alex Kennedy mit 3 Wickets für 68 Runs. Für England etablierte sich die Eröffnungs-Partnerschaft zwischen Jack Russell und Andy Sandham, die den Tag beim Stand von 6/0 beendete. Nach einem Ruhetag schied Sandham nach einem Fifty über 58 Runs aus und wurde gefolgt durch Frank Woolley. An dessen Seite kam Frank Mann ins Spiel und zusammen beendeten sie den Tag beim Stand von 294/5. Am vierten Spieltag schied Mann nach einem Fifty über 59 Runs aus, bevor Vallance Jupp mit Woolley das Innings beendete und Südafrika eine Vorgabe über 326 stellte. Woolley erzielte dabei ein Century über 115* Runs und Jupp 10* Runs. Bester südafrikanischer Bowler war Doug Meintjes mit 3 Wickets für 38 Runs. Für Südafrika formte Eröffnungs-Batter Herbie Taylor mit dem vierten Schlagmann Dave Nourse eine Partnerschaft. Nourse erzielte ein Fifty über 63 Runs und wurde durch Tip Snooke ersetzt. Taylor gelang ein Century über 101 Runs und kurz darauf endete der Tag beim Stand von 247/4 und damit das Spiel im Remis. Snooke hatte bis dahin 39* Runs erreicht. Bester englischer Bowler war Alex Kenndy mit 3 Wickets für 70 Runs.

### Fünfter Test in Durban
| 16. – 22. Februar Scorecard | Durban | England 281 (126.5) & 241 (130.4) | – | Südafrika 179 (85) & 234 (117.1) |
|                             |        | England gewinnt mit 109 Runs      |   |                                  |

England gewann den Münzwurf und entschied sich als Schlagmannschaft zu beginnen. Für sie formte Eröffnungs-Batter Jack Russell eine Partnerschaft zusammen mit dem vierten Schlagmann Phil Mead. Mead erreichte ein Fifty über 66 Runs und die ihm folgenden Athur Carr und Alex Kennedy fügten jeweils 14 Runs hinzu. Als George Brown aufs Feld kam, endete der Tag beim Stand von 261/8. Am zweiten Tag verlor Russell nach einem Century über 140 Runs sein Wicket, während Brown das Innings mit ungeschlagenen 15* Runs beendete. Bester südafrikanischer Bowler war Tip Snooke mit 3 Wickets für 17 Runs. Für Südafrika bildete Eröffnungs-Batter Bob Catterall zusammen mit dem vierten Schlagmann Dave Nourse eine Partnerschaft. Catterall erreichte 16 Runs und wurde gefolgt durch Cyril Francois. Nourse konnte 44 Runs erzielen und nachdem Doug Meintjes aufs Feld kam, schied auch Francois nach 43 Runs aus. Jimmy Blanckenberg gelangen in der Folge 21 Runs und Meintjes verlor kurz darauf sein Wicket nach 19 Runs, woraufhind as Innings mit einem Rückstand über 102 Runs endete. Beste englische Bowler waren Arthur Gilligan mit 3 Wickets für 35 Runs und George Macaulay mit 3 Wickets für 42 Runs. Dies beendete auch den zweiten Spieltag. Nach einem Ruhetag verlor England früh vier Wickets, bevor Andy Sandham und Jack Russell eine Partnerschaft formten. Sandham gelangen 40 Runs und der hineinkommende Frank Mann 15 weitere. Zusammen mit Arthur Gilligan beendeten Russell den Tag beim Stand von 201/9. Am vierten Spieltag konnte die Partnerschaft die Vorgabe auf 344 Runs erhöhen. Russell gelang dabei ein Century über 111* Runs und Gilligan 39* Runs. Bester südafrikanischer Bowler war Jimmy Blanckenberg mit 3 Wickets für 50 Runs. Für Südafrika begannen Bob Catterall und Doug Meintjes. Catterall erreichte 22 Runs und Meintjes 21 Runs. Daraufhin erzielte Tommy Ward 10 Runs, bevor Herbie Taylor und Dave Nourse eine Partnerschaft formten und den Tag beim Stand von 111/3 beendeten. Am fünften Spieltag schied Nourse nach 25 Runs aus und dem hineinkommenden Cyril Francois gelangen 18 Runs. Kurz darauf endete auch dieser Tag beim Stand von 203/7. Am sechsten Tag endete das Innings, nachdem Taylor sein Wicket nach einem Century über 102 Runs verloren hatte, mit einer Niederlage für Südafrika. Beste englische Bowler waren Alex Kennedy mit 5 Wickets für 76 Runs und Arthur Gilligan mit 3 Wickets für 78 Runs.

## Statistiken
Die folgenden Cricketstatistiken wurden bei dieser Tour erzielt.
| Tests              | Tests      | Tests   | Tests   | Tests   | Tests   | Tests   | Tests   | Tests   |
| Batting            | Batting    | Batting | Batting | Batting | Batting | Batting | Batting | Batting |
| Spieler            | Mannschaft | Spiele  | Innings | Runs    | Average | HS      | 100s    | 50s     |
| ------------------ | ---------- | ------- | ------- | ------- | ------- | ------- | ------- | ------- |
| Herbie Taylor      | Südafrika  | 5       | 9       | 582     | 64,66   | 176     | 3       | 2       |
| Jack Russell       | England    | 4       | 7       | 436     | 62,28   | 140     | 2       | 1       |
| Phil Mead          | England    | 5       | 9       | 392     | 43,55   | 181     | 1       | 1       |
| Dave Nourse        | Südafrika  | 5       | 9       | 304     | 33,77   | 63      | 0       | 3       |
| Frank Mann         | England    | 5       | 9       | 281     | 35,12   | 84      | 0       | 2       |
| Bowling            |            |         |         |         |         |         |         |         |
| Spieler            | Mannschaft | Spiele  | Overs   | Wickets | Average | BBI     | 5W      | 10W     |
| Alex Kennedy       | England    | 5       | 9       | 31      | 19,32   | 5/76    | 2       | 0       |
| Alf Kennedy        | Südafrika  | 4       | 8       | 27      | 18,55   | 7/63    | 2       | 1       |
| Jimmy Blanckenburg | Südafrika  | 5       | 9       | 25      | 24,52   | 6/76    | 2       | 0       |
| George Macaulay    | England    | 4       | 7       | 16      | 20,37   | 5/64    | 1       | 0       |
| Vallance Jupp      | England    | 4       | 7       | 14      | 23,71   | 4/59    | 0       | 0       |